# Нахушев, Руслан Юрьевич
Русла́н Ю́рьевич На́хушев (5 сентября 1984, Нальчик) — российский футболист, защитник.

## Карьера

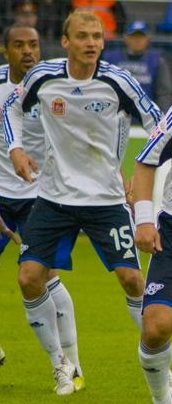
Нахушев в «Сатурне»

Воспитанник детско-юношеской спортивной школы «Эльбрус» в родном Нальчике. С 15 лет выступал за нальчикскую молодёжную команду «Спартак-2». Начал карьеру в 2000 году с нальчикского «Спартака», игравшего в первой лиге, выступая за основный состав и за дублирующий. Играл на месте полузащитника. В 2002 году по приглашению Валерия Газзаева, знавшего Нахушева по выступлениям за молодёжную сборную России, перешёл в ЦСКА. В основном составе армейцев так и не заиграл, за дублирующий состав провёл 39 игр, отличившись 4 раза, а также провёл две игры в рамках кубка премьер-лиги.
В марте 2004 года последовала аренда в клуб первого дивизиона махачкалинский «Анжи». Через год также пробовал свои силы в клубе из второго по классу дивизиона «Химки», с которым дошёл до финала кубка России.
В декабре 2005 года игрока выкупил раменский «Сатурн», главным тренером которого был Владимир Шевчук, также знавший Нахушева по молодёжной сборной. Соглашение было подписано сроком на три года. В сезоне 2006 года почти не играл, но уже со следующего сезона занял место в основе, переквалифицировавшись из полузащитника в левого защитника. В марте 2008 года клуб продлил соглашение с игроком ещё на четыре года. Свой первый гол в премьер-лиге забил в своём 60-м матче за «Сатурн» в ворота «Зенита» (2:2) 2 августа 2009 года.
В начале 2011 года перешёл из «Сатурна» в московский «Локомотив», откуда ушёл в аренду в «Томь», за которую забил свой первый гол 14 апреля 2012 года в матче с «Тереком» со штрафного. Сразу после окончания чемпионата России 2011/12, по итогам которого «Томь» покинула премьер-лигу, подписал трёхлетний контракт с занявшим 9-е место «Краснодаром». Переход состоялся по инициативе главного тренера «Краснодара» Славолюба Муслина, который очень хотел видеть игрока в своей команде. Нахушев получил предложение о трансфере в «Краснодар» ещё летом 2011 года, но тогда предпочёл не покидать «Локомотив» окончательно и перешёл в «Томь» на условиях аренды, рассчитывая ещё вернуться в московский клуб. На этот же раз переговоры начались ещё задолго до окончания сезона, и после чемпионата Нахушеву для перехода в «Краснодар» оставалось только пройти медобследование в кубанском клубе. 13 января 2014 года расторг контракт с клубом.
28 января подписал контракт с «Мордовией» на 2,5 года. С июля 2016 года свободный агент. Играл за команду «Интер» в Любительской футбольной лиге.
В 2019 году снялся в фильме «Лев Яшин. Вратарь моей мечты» в роли нападающего сборной СССР Валентина Бубукина.

## Достижения
Химки
- Финалист Кубка России: 2004/05

 Мордовия
- Победитель ФНЛ: 2013/14

## Личная жизнь
У Нахушева и его жены Алёны в июле 2009 года родился сын, а 6 мая 2012 года дочь.